# Reindlstraße (Linz)
Die Reindlstraße ist eine Straße in der oberösterreichischen Landeshauptstadt Linz. Sie verläuft von der Hauptstraße in östlicher Richtung bis zur Linken Brückenstraße.

## Lage und Charakteristik
Die Reindlstraße ist im ersten Abschnitt geprägt von Urfahrer Bürgerhäusern des beginnenden 20. Jahrhunderts. Ab der Wildbergstraße durchläuft sie das Urfahrer Gewerbegebiet. Bis 2016 verlief im Abschnitt Hauptstraße bis Gerstnerstraße die Verbindungsbahn Linz in der Mitte der Straße, danach an seitlich parallel. Seit der Stilllegung der Verbindungsbahn dient die Reindlstraße als breite Entlastungsstraße zur Hauptstraße.

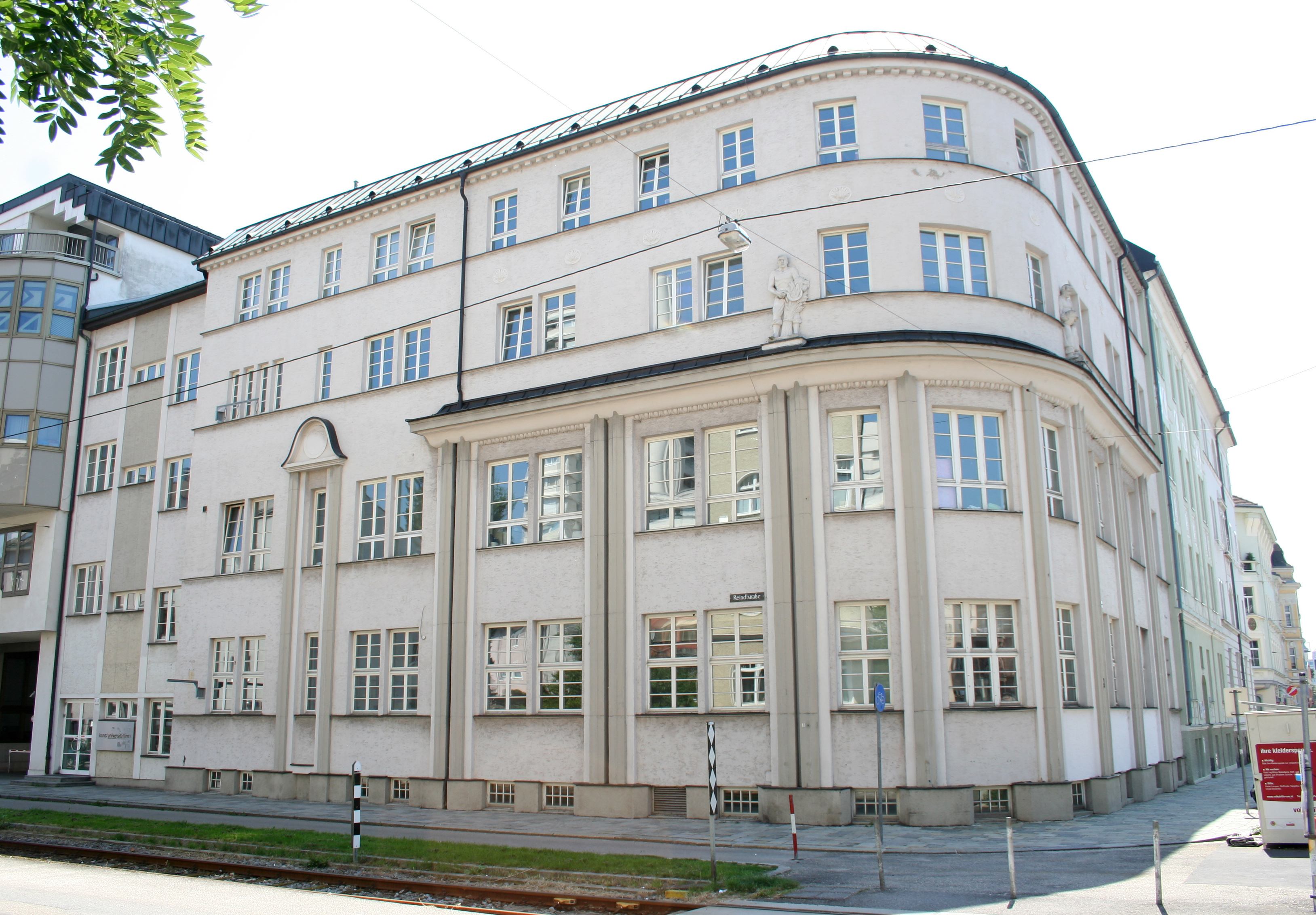
Ehemalige Ringbrotwerke